# Aruba Ports Authority

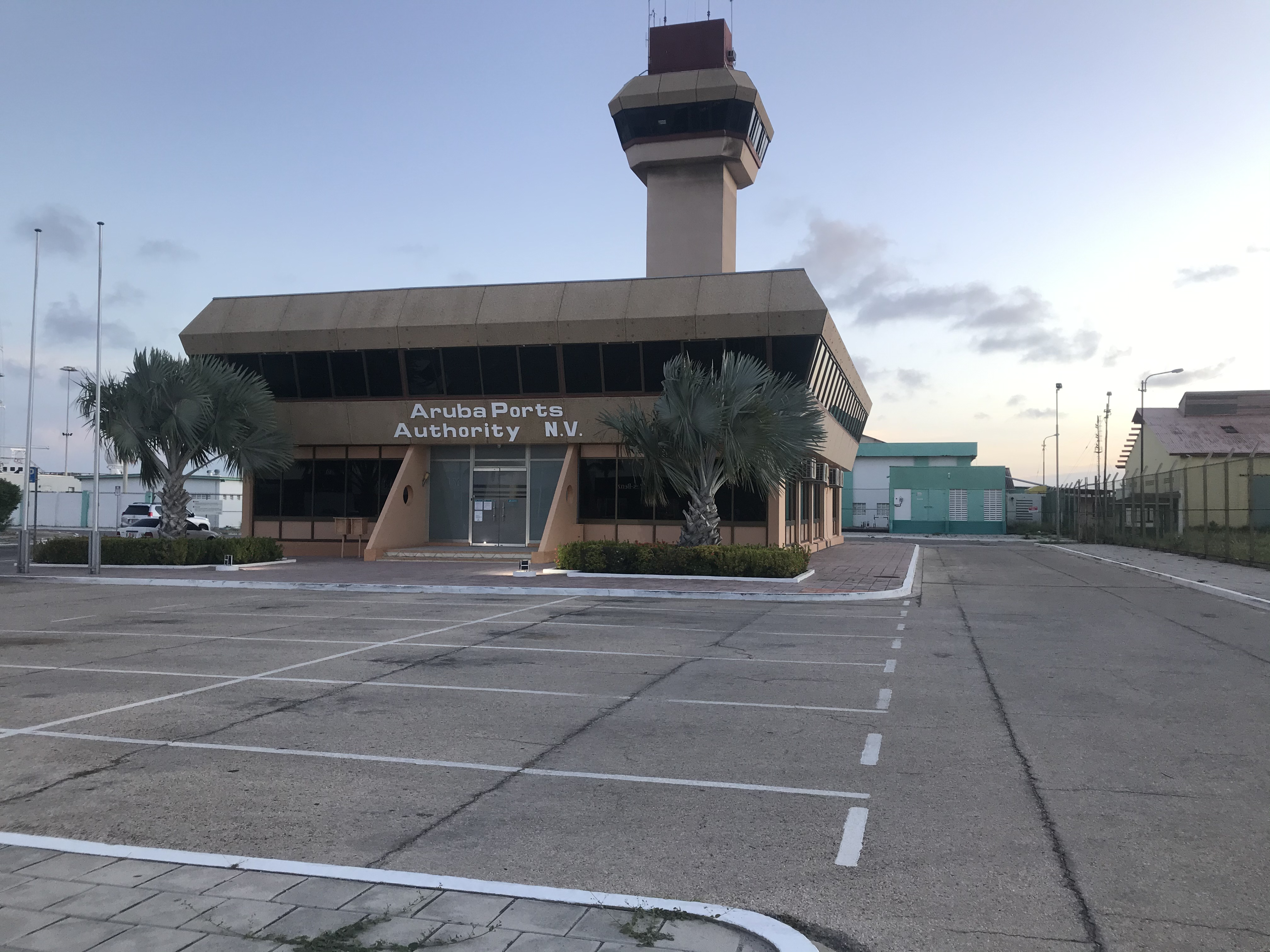
Sitz der Aruba Porty Authority (2020)

Die Aruba Ports Authority (kurz: APA) ist ein Öffentliches Unternehmen auf der Karibikinsel Aruba mit Sitz in Oranjestad.
Die Gesellschaft mit beschränkter Haftung wurde 1981 gegründet und ist zu 100 % im Besitz der Regierung von Aruba. Das Unternehmen mit 90 Mitarbeitern ist zuständig für die beiden Häfen Oranjestad und Barcadera und Betreiber der entsprechenden Wasserstraßen, Anlagen und Verkehrswege im Hafengebiet.

## Stauerei
Die Stauerei wird sowohl im Kreuzfahrthafen als auch im Frachthafen von einem privaten Auftragnehmer durchgeführt, der auf der Basis eines Konzessionsvertrags mit der Regierung von Aruba die Gelände langfristig gepachtet hat. Der derzeitige Stauereibetreiber ist die Aruba Stevedoring Company N.V. (ASTEC), die für den kompletten Frachtumschlag, also das Laden und Löschen von Schiffen zuständig ist. Die Verladegerätschaften sind Eigentum von ASTEC.

## Hafenlotsen
Die Hafenlotsenboote der APA sind mit der international üblichen Aufschrift PILOT gekennzeichnet. Die beiden Hafengebiete werden durch den Sicherheitsdienst der APA bewacht.
| Abgefertigte Schiffe                 | 2008  | 2009  | 2010  | 2011  | 2012  |
| ------------------------------------ | ----- | ----- | ----- | ----- | ----- |
| Tanker und Containerschiffe          | 505   | 549   | 505   | 530   | 513   |
| Kreuzfahrt- und andere große Schiffe | 928   | 1.069 | 1.200 | 1.568 | 1.488 |
| Schiffe kleiner 50 BRT               | 521   | 682   | 701   | 1.102 | 1.098 |
| Total                                | 1.954 | 2.300 | 2.406 | 3.200 | 3.099 |

## Hafenumschlag
| Containerumschlag Hafen Oranjestad   | 2010   | 2011    | 2012    | 2013    | 2014   | 2015   | 2016   | 2017   | 2018   | 2019   |
| ------------------------------------ | ------ | ------- | ------- | ------- | ------ | ------ | ------ | ------ | ------ | ------ |
| in TEU (Twenty-foot Equivalent Unit) | 49.558 | 169.719 | 167.948 | 191.838 | 29.628 | 30.000 | 31.323 | 31.689 | 58.500 | 63.870 |

## Kreuzfahrthafen
| Kreuzfahrttourismus  | 2008    | 2009    | 2010    | 2011    | 2012    | 2013    | 2014   | 2015    | 2016    | 2017    | 2018    | 2019    | 2020    | 2021    | 2022    | 2023    |
| -------------------- | ------- | ------- | ------- | ------- | ------- | ------- | ------ | ------- | ------- | ------- | ------- | ------- | ------- | ------- | ------- | ------- |
| Schiffe              | 299     | 327     | 314     | 332     | 294     | 353     | 328    | 296     | 307     | 352     | 334     | 324     | 98      | 97      | 317     | 306     |
| Passagiere           | 556.090 | 606.768 | 569.424 | 599.893 | 582.313 | 688.568 | 667095 | 607.019 | 656.043 | 792.403 | 815.161 | 832.001 | 255.384 | 135.953 | 817.670 | 817.670 |
| Passagiere je Schiff | 1.860   | 1.856   | 1.813   | 1.807   | 1.981   | 1.857   | 2.034  | 2.051   | 2.137   | 2.251   | 2.441   | 2.568   | 2.606   | 1.401   | 2.579   | 2.672   |

Zwischen dem Kreuzfahrtterminal und der Innenstadt besteht seit 2013 eine Straßenbahnlinie.

## Hafen Barcadera
Der Barcadera Hafen liegt rund fünf Kilometer südöstlich von der Hafenanlage Oranjestad und verfügt über einen rund 1200 Meter langen Kai.
In den Jahren 1999 und 2000 begann die APA mit der Sanierung. Der Hafen wurde mit den entsprechenden Einrichtungen für den Umgang mit Containerfracht aktualisiert und der Seefrachtverkehr wurde vom Hafen Oranjestad weitgehend in den Hafen Barcadera verlagert. In Oranjestad werden hauptsächlich nur noch Kreuzfahrtschiffe abgefertigt. In Bacadera werden auch die Gas-, Benzintanker und die Mehrheit der RoRo-Schiffe und Stückgutaufkommen be- und entladen. Der Hafen Barcadera wird zurzeit zum Containerhafen mit Freizone umgebaut. Baubeginn des  Barcadera Multi Cargo Terminal war Anfang 2014. Der Konzessionär ASTEC übernimmt die Investitionen in die Terminalinfrastruktur.

## Port City Oranjestad
Die APA ist auch zuständig für die Entwicklung des ehemaligen Hafengeländes in Oranjestad, dessen Masterplan 2019 unter dem Namen Port City Oranjestad von der Regierung Arubas genehmigt wurde. Das Gelände zwischen dem Kreuzfahrtterminal und dem Bushiri Strand soll zu einer Freizeit-, Wohn- und Geschäftszone revitalisiert werden. Nach dem Vorbild vieler Hafenstädte weltweit soll die Port City zu einem attraktiven Anziehungspunkt für Einwohner und Touristen werden.